# Rafael Casagemas
Rafael Casagemas (Moyá, España, 1801 - Buenos Aires, marzo de 1883) fue un jurista español, que fue profesor de derecho en la Universidad de Buenos Aires y ejerció fuerte influencia en la jurisprudencia constitucional argentina de la segunda mitad del siglo XIX.

## Biografía
Nacido en Moyá, localidad de la provincia catalana de Barcelona, estudió en la Universidad de Huesca, en la que se recibió de abogado a los 20 años.
Llegó a Buenos Aires en 1825, invitado por el ministro Bernardino Rivadavia para incorporarse a la Universidad de Buenos Aires. No obstante, fue rechazado en esta universidad y se dedicó a la ganadería: compró una estancia en la provincia de Buenos Aires y la pobló con ganado vacuno. Durante la anarquía que siguió al derrocamiento y muerte del gobernador Manuel Dorrego, su estancia fue asaltada por soldados, que no logró reconocer si pertenecían al bando federal o al unitario. El gobernador Juan Manuel de Rosas le pagó de su bolsillo una cuantiosa indemnización.
Desalentado de la vida de estanciero, se estableció como abogado en Buenos Aires. Pero en 1832 fue borrado por un conflicto político de la lista de abogados habilitados.
En marzo de ese año fue nombrado profesor titular de Derecho Civil de la Universidad de Buenos Aires, y tres años más tarde nombrado titular de Derecho de Gentes. Dictaría ambas materias hasta 1857, de modo que fue profesor de más de una generación de abogados argentinos, muchos de los cuales serían dirigentes políticos. Entre estos últimos se contaron personajes tan importantes como Marco Avellaneda, Félix Frías, Miguel Esteves Saguí, Benjamín Gorostiaga, los autores de la Constitución Argentina de 1853, Juan Bautista Alberdi y Juan María Gutiérrez, y el presidente Nicolás Avellaneda.
Los textos que leía en su cátedra eran clásicos de derecho español, incluso textos oficiales; eso llevaría a que los juristas formados por él sancionaran leyes de tradición liberal española, en contra de la tendencia de los dirigentes de la época, que buscaban copiar a Francia y el Reino Unido. No obstante, el antiespañolismo dominante en la década de 1850 lo llevó finalmente a renunciar a sus dos cátedras en 1857.
Con la pensión con que lo indemnizó el Estado de Buenos Aires por su despido – las cátedras eran derechos adquiridos de los profesores – estableció la Librería del Colegio, ubicada junto al Colegio Nacional de Buenos Aires, que ha mantenido su prestigio hasta principios del siglo XXI. Poco después vendió esa librería, para abrir la Librería del Plata, orientada principalmente a la educación universitaria y la literatura. También se dedicó a editar libros; por ejemplo, en 1879 editó el exitoso poema gauchesco Martín Fierro, de José Hernández.
Esta segunda librería sería comprada años más tarde por José Hernández, a quien Casagemas había editado en 1879 la primera edición en libro de su exitoso Martín Fierro.
En 1878 fue nombrado decano honorario de la Facultad de Derecho de la Universidad de Buenos Aires. Al año siguiente le vendió la Librería del Plata a José Hernández y se retiró de toda actividad. Falleció en su quinta de Barracas, al sur de la ciudad de Buenos Aires, en 1883.